# Gustaf Svanberg (jurist)
Per Fredrik Gustaf Cornelius Svanberg, född 31 januari 1839 i Uppsala, död 28 oktober 1909 i Göteborg, var en svensk jurist och riksdagsman. Han var son till Gustaf Svanberg och dotterson till Nils Fredrik Biberg. 
Svanberg blev student vid Uppsala universitet 1856, filosofie kandidat och filosofie magister där 1860 samt avlade hovrättsexamen 1863. Han blev vice häradshövding 1867 och justitierådman i Göteborg 1883 samt var handels- och politiborgmästare där 1885–1904. Svanberg intog en framskjuten plats i Göteborgs kommunala liv, bland annat som drätselkammarledamot, ledamot av styrelserna för Göteborgs högskola, vid vars organisation han medverkade, för Göteborgs museum och av hamnstyrelsen; därjämte deltog han som ordförande och ledamot i flera kommittéer rörande havsfisket under 1890-talet. Som rikspolitiker var han ledamot av riksdagens andra kammare 1887 (majriksdagen) samt 1891-99, invald i Göteborgs stads valkrets. Han var en av bildarna av Borgmästarepartiet, som kom till efter en schism med Adolf Hedin om andrakammarcenterns hållning i frågan om lösdrivarlagen. År 1881 invaldes Svanberg i Kungliga Vetenskaps- och Vitterhetssamhället i Göteborg.
Han gifte sig 6 december 1870 med Marie Louise Hasselgren (1842–1926), som var dotter till godsägaren Nils Johan Hasselgren och Charlotta, född Chöler.